# Campanula floridana
Campanula floridana là loài thực vật có hoa trong họ Hoa chuông. Loài này được S.Watson ex A.Gray mô tả khoa học đầu tiên năm 1878.